# Partícula hipotètica
A Física de partícules, una  partícula hipotètica  és un tipus de partícula elemental l'existència és conjecturat o predita per alguna teoria física, però l'existència no ha estat corroborada empíricament ni ha estat detectada.
També s'aplica el nom  partícula hipotètica  a algunes entitats hipotètiques amb propietats determinades, que d'existir presentarien cert tipus de propietats exòtiques com els Taquió.

## Partícules hipotètiques
Hi ha diversos tipus de partícules, la versemblança o evidència indirecta varia en alt grau. Per exemple el gravitó i el bosó de Higgs són partícules hipotètiques i, per tant, no detectades, de l'existència depèn essencialment la visió associada al model estàndard de física de partícules.
Altres partícules hipotètiques depenen de l'adequació explicativa de models més controvertits del món físic com són la supersimetria, en aquesta categoria es troben per exemple: El fotí, el Win, el Zin, el gravitins i el gluí que serien fermions companys supersimètriques del fotó, els bosons W i Z, el gravitó o el gluino, així com els sleptons i els squarks que serien bosons associats als leptons ordinaris i els quark s.
Finalment una tercera categoria estaria constituïda per partícules com els Taquió, l'existència o està prevista per cap teoria amb suport indirecte, però les propietats en cas d'existir es poden descriure de manera força precisa.

## Partícules hipotètiques detectades
Algunes partícules que en el seu dia només tenien l'estatus de partícules hipotètiques van ser detectades, confirmant així les teories que predeien la seva existència. Entre aquestes partícules hi ha el fotó, els bosons W i Z, i alguns hadrons pesants.